# John Penn
John Penn (Contea di Caroline, 17 maggio 1741 – Stovall, 17 settembre 1788) è stato un politico statunitense, padre fondatore degli Stati Uniti, delegato al Congresso continentale per la Carolina del Nord, firmatario della Dichiarazione d'indipendenza e degli Articoli della Confederazione.

## Biografia
Penn nacque presso Port Royal, nella contea di Caroline (Virginia), l'unico figlio di Moses Penn e Catherine Taylor. Frequentò la scuola comune per due anni, dato che il padre non considerava importante l'istruzione. A 18 anni, dopo la morte del padre, Penn studiò legge privatamente con lo zio Edmund Pendleton. Divenne avvocato nella colonia della Virginia nel 1762.
Il 28 luglio 1763 Penn sposò Susannah Lyne, ed ebbero tre figli. La loro figlia, Lucy, sposò John Taylor of Caroline, un leader politico della Virginia.
Nel 1774 Penn si trasferì a Stovall, nella Carolina del Nord; qui divenne rappresentante al Terzo Congresso Provinciale della colonia nell'agosto 1775. Nel 1775 venne eletto al Congresso continentale, e venne eletto nuovamente nel 1777, 1778 e 1779. Durante i suoi mandati, firmò la Dichiarazione di indipendenza degli Stati Uniti d'America e gli Articoli della Confederazione.
Nel 1780 fu eletto nel comitato per la guerra della Carolina del Nord; dopo la sua nomina al Congresso, lavorò in ambito legale fino alla morte nel 1788.
In suo onore venne battezzata la nave USS John Penn. Un cippo commemorativo venne eretto per Penn presso la sua abitazione a Stovall nel 1936; fu il primo cippo di tale tipologia costruito nello stato della Carolina del Nord.